# Carlina curetum
Carlina curetum ist eine Pflanzenart aus der Gattung Eberwurzen (Carlina) in der Familie der Korbblütler (Asteraceae).

## Merkmale
Carlina curetum ist ein ausdauernder Schaft-Hemikryptophyt, der Wuchshöhen von meist 20 bis 50, selten 10 bis 80 Zentimeter erreicht. Die oberen Stängelblätter sind lineal-lanzettlich, acht- bis zehnmal so lang wie breit und annähernd bis auf die Mittelrippe reduziert. Sie weisen drei bis fünf Fiederlappen auf, die jeweils zwei schlanke und derbe Dornen besitzen. Die Enddornen sind 20 bis 30 Millimeter lang und haben einen schmalen Grund. Die äußeren Hüllblätter sind 35 bis 60 Millimeter groß und lineal-lanzettlich. Ihre Seitendornen sind 14 bis 26 Millimeter lang, ihr Enddorn meist 27, selten von 21 bis 34 Millimeter. Die meist ein bis drei, selten bis fünf Köpfchen haben einen Durchmesser von bis zu 16 Millimeter.
Die Blütezeit reicht von Juli bis Oktober.
Die Chromosomenzahl beträgt 2n = 18.

## Systematik und Vorkommen
Carlina curetum (Syn.: Carlina corymbosa subsp. curetum (Halácsy) Rech. f.) teilt sich in zwei Unterarten:
- Carlina curetum subsp. curetum ist auf Kreta endemisch. Die Art wächst in Phrygana, Igelpolsterheide, lichten Wäldern und Lehmflächen auf Kalk in Höhenlagen von selten ab 300, meist 900 bis 2100 Meter.[1]
- Carlina curetum subsp. orientalis Meusel & Kästner kommt in Israel, Libanon und Syrien vor.[3]

## Belege
1. 1 2 3 4  Ralf Jahn, Peter Schönfelder: Exkursionsflora für Kreta. Mit Beiträgen von Alfred Mayer und Martin Scheuerer. Eugen Ulmer, Stuttgart (Hohenheim) 1995, ISBN 3-8001-3478-0, S. 319–320.
2. ↑  Carlina corymbosa subsp. curetum Rech. f. bei Tropicos.org. In: IPCN Chromosome Reports. Missouri Botanical Garden, St. Louis
3. ↑  Werner Greuter: Compositae (pro parte majore). Carlina curetum. In: Werner Greuter, Eckhard von Raab-Straube (Hrsg.): Compositae. Euro+Med Plantbase – the information resource for Euro-Mediterranean plant diversity. Berlin ab 2006.